# منتخب ساحل العاج لكرة القدم للسيدات
منتخب ساحل العاج الوطني لكرة القدم للنساء هو المنتخب الذي يمثل ساحل العاج في منافسات كرة القدم للنساء، والذي يقوم اتحاد ساحل العاج لكرة القدم بإدارة شؤونه، أفضل إنجازاته هو حلوله في المركز الثالث في بطولة أفريقيا لكرة القدم للنساء في سنة 2014.

## وصلات خارجية
- الموقع الرسمي